# Pieter Arnold Joseph Muijters
Pieter Arnold Joseph Muijters (Cadier en Keer, 20 juli 1904 – 4 februari 1985) was een Nederlands politicus.
Hij werd geboren als zoon van Jan Joseph Muijters (1864-1944) en Anna Maria Vuchten (1862-1937). In 1930 volgde hij A.L. Bemelmans op als gemeentesecretaris van Berg en Terblijt en in juni 1946 werd Muijters tevens de burgemeester van die gemeente. In augustus 1969 ging hij daar met pensioen en begin 1985 overleed hij op 80-jarige leeftijd.